# سیگرید لیندبرگ
سیگرید لیندبرگ (انگلیسی: Sigrid Lindberg; ۵ ژانویهٔ ۱۸۷۱ – ۱۶ مارس ۱۹۴۲) نوازنده ویولن اهل سوئد بود. او عضو فرهنگستان موسیقی سلطنتی سوئد (که در حال حاضر با نام کالج سلطنتی موسیقی استکهلم شناخته می‌شود) بود.

## زندگینامه
سیگرید لیندبرگ، متولد ۵ ژانویه ۱۸۷۱ در استکهلم، دختر کارل یوهان لیندبرگ (۱۸۳۷–۱۹۱۴)، نوازنده ویولن مشهور فنلاندی و استاد ویولن در فرهنگستان موسیقی سلطنتی سوئد، و همسرش گوستاو امیلی لیندبرگ بود. او از سال ۱۸۸۶ تا ۱۸۹۰ در آکادمی سلطنتی موسیقی سوئد تحصیل کرد و در آنجا بورسیه‌ای برای تکمیل تحصیلات موسیقی خود در کنسرواتوار پاریس دریافت کرد.
او اولین اجرای خود را در سال ۱۸۹۳ انجام داد. در ابتدا، او به عنوان تک‌نواز در کنسرت‌های سمفونی تئاتر سلطنتی اجرا می‌کرد. با این حال، بعداً در کنسرت‌هایی در پاریس، برلین و مونت کارلو به عنوان نوازنده در کنار دیگر نوازندگان حضور یافت.
او به طور گسترده به کشورهای مختلف سفر کرد و در کنسرت‌هایی از جمله در سوئد، دانمارک، فنلاند، روسیه، لهستان و ترکیه اجرا داشت.
سیگرید در ۱۶ مارس ۱۹۴۲ در استکهلم، مجرد درگذشت.